# RTL Télé Lëtzebuerg
RTL Télé Lëtzebuerg glavna je televizijska postaja u Luksemburgu, a emitira se na luksemburškom. Dio je RTL Grupe.

## Emitiranje
Gledatelji u Luksemburgu mogu također nastupati na RTL 4 (kanal 41), RTL 5, RTL 7 i RTL 8 koji su namijenjeni nizozemskom tržištu. Budući da sve ove postaje imaju televizijske dozvole u Luksemburgu, dostupne su kao zemaljski kanali. Poput televizijskih kanala u Nizozemskoj, oni prikazuju sve strane programe na izvornom jeziku s podnaslovima, a ne da se presnimavaju.
Budući da je prelazak na digitalnu zemaljsku televiziju uveden preko noći 1. rujna 2006., RTL Télé Lëtzebuerg i den 2ten RTL-ov zajednički kanal 27, M6 je na kanalu 7, a RTL TVI, Club RTL, Plug TV i tri nizozemska kanala su na kanalu 24.